# Adrien Richard
Pour les articles homonymes, voir Richard.
Adrien Richard, né le 25 juillet 1866 à Vallérysthal (Moselle) et mort  le 14 juin 1948 à la Verrerie de Portieux (Vosges) est un industriel et un homme politique français. Maire de Portieux et conseiller général des Vosges, il est également sénateur des Vosges de 1927 à 1940.

## Biographie

### Enfance et formation
Né dans la partie de l'ancien département de la Meurthe qui va être annexée par l'Allemagne, Jules Marie Adrien Richard arrive dans les Vosges en 1871. Son père a opté pour la France et repris avec quelques maîtres verriers la cristallerie de Portieux pour ne pas être coupé de la clientèle que s'était acquise en France la cristallerie de Vallérysthal.
Adrien Richard devient bachelier en 1887 à Nancy et intègre l'École centrale des arts et manufactures dont il sort en 1889.
Adrien Richard effectue son service militaire qu'il termine en 1890 avec le grade de sous-lieutenant. Il devient capitaine de réserve en 1910 et reçoit la Légion d'honneur. Bien que dégagé de toute obligation militaire vu son âge, il décide de s'engager à l'occasion de la Première Guerre mondiale en 1914. Il est élevé au grade d'officier de la Légion d'honneur en 1925 .

### Carrière industrielle
Adrien Richard entre en 1890 comme ingénieur « à 200 francs par mois » dans les verreries de son père. Il prend la direction de l'établissement de Portieux en 1905 à la suite de Xavier Mougin. Il y instaure rapidement des mesures sociales, telles que la participation aux bénéfices et la constitution d'une caisse de secours et de retraite. Il contribue au développement de la manufacture en instituant un centre d'apprentissage pour les étrangers dès 1905.
Il est également Président  du conseil de surveillance des Grandes brasseries de Charmes apparentées à son épouse Marie Louise Blanche Hanus. Adrien Richard est par ailleurs lieutenant de louveterie et administrateur du chemin de fer de la ligne de Charmes à Rambervillers.

### Parcours politique
Adrien Richard est élu conseiller municipal de Portieux en 1896, avant d'en être le maire de 1900 à 1928. Il est également élu en 1919 conseiller général dans le canton de Charmes ; il devient vice-président du conseil général des Vosges en 1934.
Avec le soutien notable de Thierry d'Alsace de Hénin-Liétard, il est élu sénateur des Vosges en 1927, s’inscrivant au groupe de l'Union républicaine du Sénat. Réélu en 1935, il ne prend pas part au vote des pleins pouvoirs constituants à Philippe Pétain en 1940 mais il est nommé au conseil départemental des Vosges mis en place en mai 1943.

### Fin de vie
Il meurt dans sa maison de La Verrerie de Portieux (qui accueille aujourd'hui une pharmacie) ; son corps repose dans la chapelle du caveau familial dans le petit cimetière de la Verrerie.